# Мале тајне (ТВ серија)
Мале тајне (тур. Küçük Sirlar) турска је телевизијска серија, снимана 2010. и 2011.
У Србији се приказивала 2012. на телевизији Пинк.

## Синопсис
Радња се врти око групе школских пријатеља откривајући њколске стереотипе о девојкама и момцима. Прича се затим поставља на виши ниво након што ови ученици дипломирају и почну да доживљавају стварни живот са својим проблемима и дневном рутином како би касније сазнали како да прате живот.